# Rio Piracicaba (rio de Minas Gerais)
O rio Piracicaba é um curso de água do estado de Minas Gerais, Região Sudeste do Brasil, pertencente à bacia do rio Doce. Nasce a 1 680 metros de altitude, em uma das vértices da serra do Caraça, no distrito ouro-pretano de São Bartolomeu, percorrendo 241 km até a foz no rio Doce, entre os municípios de Ipatinga e Timóteo. Tem como principais afluentes os rios da Prata, de Peixe, Maquiné e Santa Bárbara e o ribeirão do Turvo. Sua bacia hidrográfica abrange 5 465,38 km² de área de drenagem e um total de 21 municípios.
O povoamento em suas margens foi iniciado no final do século XVII, sob o contexto da exploração do ouro em Minas Gerais, que levou à fundação de arraiais em Ouro Preto e Mariana. Embora a mineração tenha sido desenvolvida no Quadrilátero Ferrífero nos séculos seguintes, a urbanização na área da bacia se consolidou somente no século XX, após a locação da EFVM. A via férrea, próxima ao rio, fez surgir núcleos urbanos. Ao mesmo tempo, a disponibilidade de matas para extração de madeira e a presença do rio para captação de água incentivaram a instalação de empresas siderúrgicas em João Monlevade e no atual Vale do Aço, impulsionando o crescimento demográfico e econômico.
Dessa forma, o rio Piracicaba corta uma região com notável presença da atividade industrial, sobretudo da mineração e da siderurgia, abastecendo algumas das plantas industriais locais e usinas hidrelétricas. Por outro lado, o leito sofre gravemente com o assoreamento, desmatamento, proliferação da monocultura de eucalipto, baixa cobertura por matas ciliares e recebimento de efluentes urbanos sem tratamento, configurando-se como um dos afluentes mais degradados do rio Doce.

## Etimologia
A versão mais popular da origem do nome do rio é que o termo "Piracicaba" foi herdado do tupi-guarani e interpretado como "lugar onde o peixe para". Seria uma alusão à significativa quantidade de pequenas quedas encontradas em alguns trechos do leito, sobretudo na região de Antônio Dias, interrompendo o tráfego dos peixes. Esse raciocínio também explica a origem do nome do rio Piracicaba paulista. Outra versão popular indica que "Piracicaba" em tupi-guarani significa "rio sem peixe", porém a aplicação dessa interpretação ao rio Piracicaba é questionada, visto que no passado era um rio piscoso.

## História

### Exploração e mineração
A região compreendida pelo curso do rio Doce entre as fozes dos rios Piracicaba e Manhuaçu, ou seja, entre Ipatinga e Aimorés, foi originalmente habitada pelos índios botocudos. Tentativas de explorar o Vale do Rio Doce em busca de riquezas minerais tiveram início no século XVI, mas não obtiveram sucesso, o que acabou por retardar o povoamento da área. A expedição de Sebastião Fernandes Tourinho (1573) adentrou o curso do rio Doce e alguns de seus afluentes, conferido o título de "Vale Verde" à região da foz do rio Piracicaba, em função da mata densa.
Já no final do século XVII, a descoberta de ouro nas cabeceiras dos rios das Velhas e Piracicaba, em Ouro Preto, incentivou expedições de bandeirantes paulistas a explorarem aquelas áreas para em seguida desbravarem a jusante dos leitos. Sob o contexto da exploração do ouro foram fundados arraiais em Ouro Preto e Mariana. No começo do século XVIII também se encontravam povoamentos nas margens do rio Piracicaba nos municípios de Catas Altas, Santa Bárbara, Nova Era (antigo São José da Lagoa), Rio Piracicaba (antigo São Miguel do Rio Piracicaba) e Antônio Dias. Além da extração mineral, podiam ser encontradas no curso do rio fazendas de gado e pequenas fábricas. A mineração era a principal atividade econômica do Brasil no século XVIII, porém sua ascensão deu início aos primeiros impactos ambientais nos rios das áreas envolvidas, inclusive o Piracicaba.

### Avanço da colonização

Rio Piracicaba no município de Rio Piracicaba, um dos povoamentos mais antigos em suas margens

O Vale do Rio Doce se encontrava em uma via de escoamento das pedras preciosas extraídas na região central mineira, que ligava a Estrada Real em Diamantina ao Litoral do Espírito Santo, para ser exportado. Por essa razão, o povoamento e a abertura de novas trilhas pela região chegaram a ser proibidos pela coroa portuguesa, a fim de evitar o contrabando de ouro por meio do rio Doce e seus afluentes, como o Piracicaba. Com a intenção de afastar forasteiros, diziam-se ser terras com vegetação densa e animais peçonhentos, com predominância da ferocidade dos botocudos. No entanto, o povoamento foi liberado em 1755, após Minas Gerais passar por um declínio na produção de ouro. Mesmo com a atenuação da disponibilidade de ouro, a diversidade mineral favoreceu a manutenção da atividade mineradora nos séculos seguintes na região de Ouro Preto, inclusive no leito do rio Piracicaba.
Com a liberação do povoamento, seguiu-se o massacre dos botocudos visando à conquista de terras pelos forasteiros. Sob esse contexto ataques dos índios às localidades se tornaram constantes, forçando colonos a abandonarem fazendas e criações. Os nativos, por sua vez, receberam punições militares, a exemplo da expedição de Luís Diogo Lobo da Silva, então governador da Capitania de Minas Gerais, na década de 1760. O administrador e sua tropa de 150 homens navegaram armados pelos rios Piracicaba e Doce até Cuité (atual Conselheiro Pena) em ação de repressão contra os indígenas. No início do século XIX, foram criados "quartéis" com o objetivo de fortalecer a proteção aos colonos. Apesar da proibição dos ataques a indígenas em 1831, os nativos já se encontravam praticamente extintos, o que serviu como um incentivo à colonização. Entretanto, esse processo ocorreu de forma relativamente lenta. Cabe ressaltar que em 1821, a jusante de Antônio Dias, o único povoamento antes da foz do rio Piracicaba era o Alegre, atual Timóteo.
Foi somente com a construção da Estrada de Ferro Vitória a Minas (EFVM) que a ocupação da região foi impulsionada. Sua locação foi iniciada em Vitória, no Espírito Santo, e tinha o objetivo inicial de atingir Diamantina, porém o foco foi alterado para Itabira com as obras já em andamento a fim de escoar a extração ferrífera. A implantação de estações ferroviárias deu origem a diversos núcleos urbanos ao longo da primeira metade do século XX. A via férrea, em boa parte de sua extensão, acompanha o curso dos rios Doce e Piracicaba, e por conseguinte gerou crescimento populacional na margem desses leitos. Dessa forma, foram intensificadas as transformações do meio ambiente na região. Esse processo foi agravado a partir da década de 1930, quando vastas extensões de Mata Atlântica nativa da bacia começaram a ser desmatadas para a extração de madeira e produção de carvão destinadas a abastecer o complexo industrial da Belgo-Mineira em João Monlevade. A exploração era gerenciada no Calado, atual Coronel Fabriciano, localizado às margens do rio Piracicaba. A mesma empresa também utilizava o rio para a geração de energia que alimentava a usina.

### Urbanização e decadência ambiental

Rio Piracicaba entre Coronel Fabriciano e Timóteo com a Acesita (atual Aperam South America) ao fundo, situada em Timóteo, na década de 1950.

A disponibilidade de ferrovia, cursos hídricos e matas para a extração de madeira foram fatores decisivos para a implantação da Acesita em Timóteo em 1944 e da Usiminas em Ipatinga em 1956, vizinhas a Coronel Fabriciano. Em 1951, com o objetivo de fornecer energia elétrica à empresa, a Acesita construiu a Usina Hidrelétrica de Sá Carvalho, situada no curso do rio Piracicaba em Antônio Dias, sendo a maior usina hidrelétrica de Minas Gerais na ocasião. A construção das usinas siderúrgicas acarretou um súbito crescimento urbano e populacional dessa região, que deixou de ser conhecida como Vale Verde e passou a se chamar Vale do Aço. Dessa forma seguiu-se a construção de vilas operárias nas cidades das empresas, infraestrutura e intensificação do desmatamento.
Relatos de moradores antigos indicam fartura de peixes no rio Piracicaba no decorrer do século XX. Próximo à antiga Estação do Calado, no Centro de Fabriciano, por exemplo, pescadores se reuniam todas as tardes e saíam com sacos cheios de peixes. Em algumas ocasiões reuniam-se mais de 300 pessoas. Em Antônio Dias a pesca rendia traíras, piaus, piabanhas, surubins, cascudos e lagostas de água doce. O rio também era popularmente utilizado para transporte e lazer pelas cidades ribeirinhas. Registros apontam batismos coletivos de centenas de membros de igrejas evangélicas nas águas do leito em Coronel Fabriciano até o começo da década de 1970.
Ao longo da segunda metade do século XX houve a continuidade do crescimento dos núcleos urbanos de João Monlevade e do Vale do Aço, em função da industrialização, além da expansão da monocultura de eucalipto destinada a atender à demanda das usinas. Dessa forma, foi intensificado o despejo de efluentes urbanos e industriais nas águas do rio, situação agravada pela construção de novas usinas hidrelétricas ao longo do curso, pelo uso e ocupação extensivos do solo e mineração. Outro problema amplificado foram as enchentes, devido às ocupações desenfreadas em áreas de risco. Por outro lado foram notados alguns esforços para o combate à degradação, como a implantação de mata ciliar pela Usiminas na década de 1990, na região da foz; a criação do Comitê da Bacia Hidrográfica (CBH) do Rio Piracicaba, mediante a política estadual de recursos hídricos, em 17 de fevereiro de 2000; e a construção de estações de tratamento de águas residuais em alguns municípios. Entretanto, a situação seguiu crítica nas primeiras décadas do século XXI, devido ao assoreamento causado pela mineração, poluição e secas severas.

## Aspectos geográficos

### Drenagem e clima

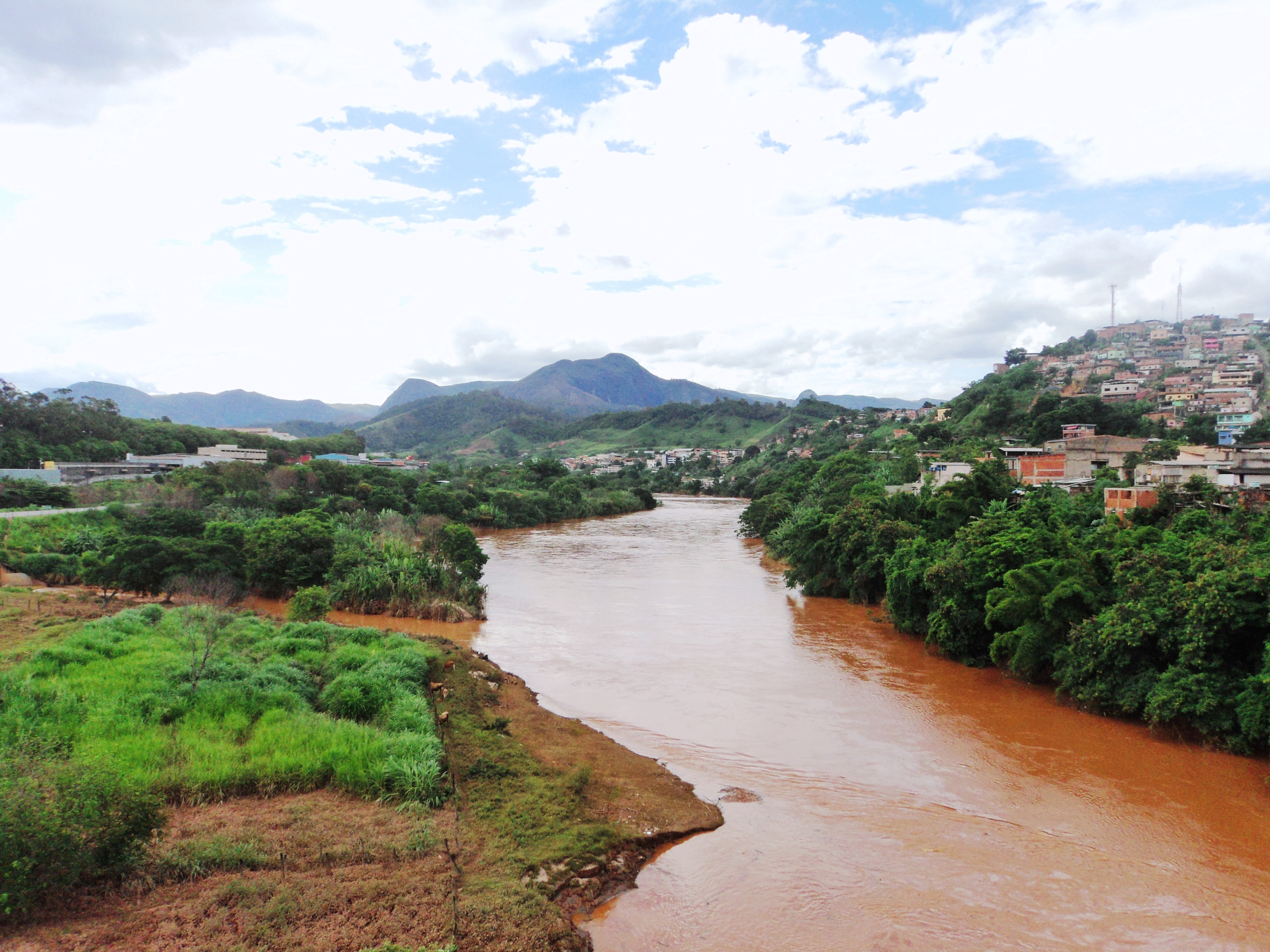
Águas barrentas no rio Piracicaba com nível elevado entre Timóteo e Coronel Fabriciano, após semanas seguidas de chuvas intensas em um mês de dezembro.

O rio Piracicaba nasce em uma das vértices da serra do Caraça a 1 680 metros de altitude, em área do distrito de São Bartolomeu, pertencente ao município de Ouro Preto. Seu curso possui um total de 241 quilômetros até a foz na margem esquerda do rio Doce, do qual é um dos principais afluentes, entre os municípios de Ipatinga e Timóteo, a 210 m de altitude. Na maior parte do curso, o rio percorre a direção nordeste. Sua bacia hidrográfica integra a bacia do rio Doce e abrange 5 465,38 quilômetros quadrados (km²) de área de drenagem, que é composta pelas sub-bacias dos rios de Peixe e Santa Bárbara pela margem esquerda e pela sub-bacia do rio da Prata pela margem direita. Também estão entre os principais afluentes o rio Maquiné e o ribeirão do Turvo. Além desses cursos de maior porte, o rio Piracicaba é alimentado por cerca de 100 córregos e ribeirões.
O clima na bacia apresenta transição entre tropical (Aw, segundo a classificação climática de Köppen-Geiger), mesotérmico de verões quentes (Cwa) e mesotérmico de verões brandos (Cwb), sendo influenciado pela continentalidade e altitude. Nos meses de inverno a presença do anticiclone do Atlântico Sul favorece o domínio da alta pressão, impedindo a elevação da umidade e configurando assim a estação seca. Nesse período também ocorre a intrusão de massas de ar polar, que dificultam a elevação das temperaturas e a formação de instabilidades. No verão, por outro lado, a temperatura se eleva e a influência de instabilidades tropicais configura a estação das chuvas. A região da cabeceira, com a classificação climática Cwb, apresenta as maiores médias de precipitação devido à incidência de chuvas orográficas, atingindo os 1 500 milímetros (mm) ao ano. A classificação Cwa, por sua vez, é encontrada na maior parte da bacia, em sua área central. Já o clima Aw é registrado no Vale do Aço, na foz do rio Piracicaba, acompanhado da menor média anual de precipitação, que é de 1 000 mm.
A vazão média a longo prazo do rio Piracicaba, com base em medições da estação fluviométrica Mário Carvalho, em Antônio Dias, é de 97,90 metros cúbicos por segundo (m³/s). Nos meses da estação seca a vazão é significativamente reduzida, sendo que o mês com a menor média é setembro, com 49,7 m³/s. A partir de outubro, com o início da estação chuvosa, o escoamento começa a se intensificar e atinge a maior média em janeiro, com 189,5 m³/s. Segundo os registros entre 1970 e 2010, a maior média anual ocorreu em 1979, com valor superior a 160 m³/s. No início daquele ano enchentes de grandes proporções atingiram toda a bacia do rio Doce. Outro ano com vazão média elevada foi 1985, com mais de 150 m³/s. Por outro lado a menor vazão durante esse período ocorreu em 1990, quando o valor médio anual ficou próximo de 50 m³/s. O histórico de problemas relacionados a enchentes levou à instalação de uma série de estações pluviométricas e fluviométricas nos rios da bacia, que são administradas pela Agência Nacional de Águas (ANA) e que visam a alertar a população de possíveis transbordamentos. Essa rede integra o sistema de alerta da bacia do rio Doce. Cabe ressaltar que na estação das chuvas também é comum a elevação da turbidez da água, em função da correnteza mais rápida e do deslocamento intensificado de sedimentos, húmus e plâncton.

### Geologia e geomorfologia

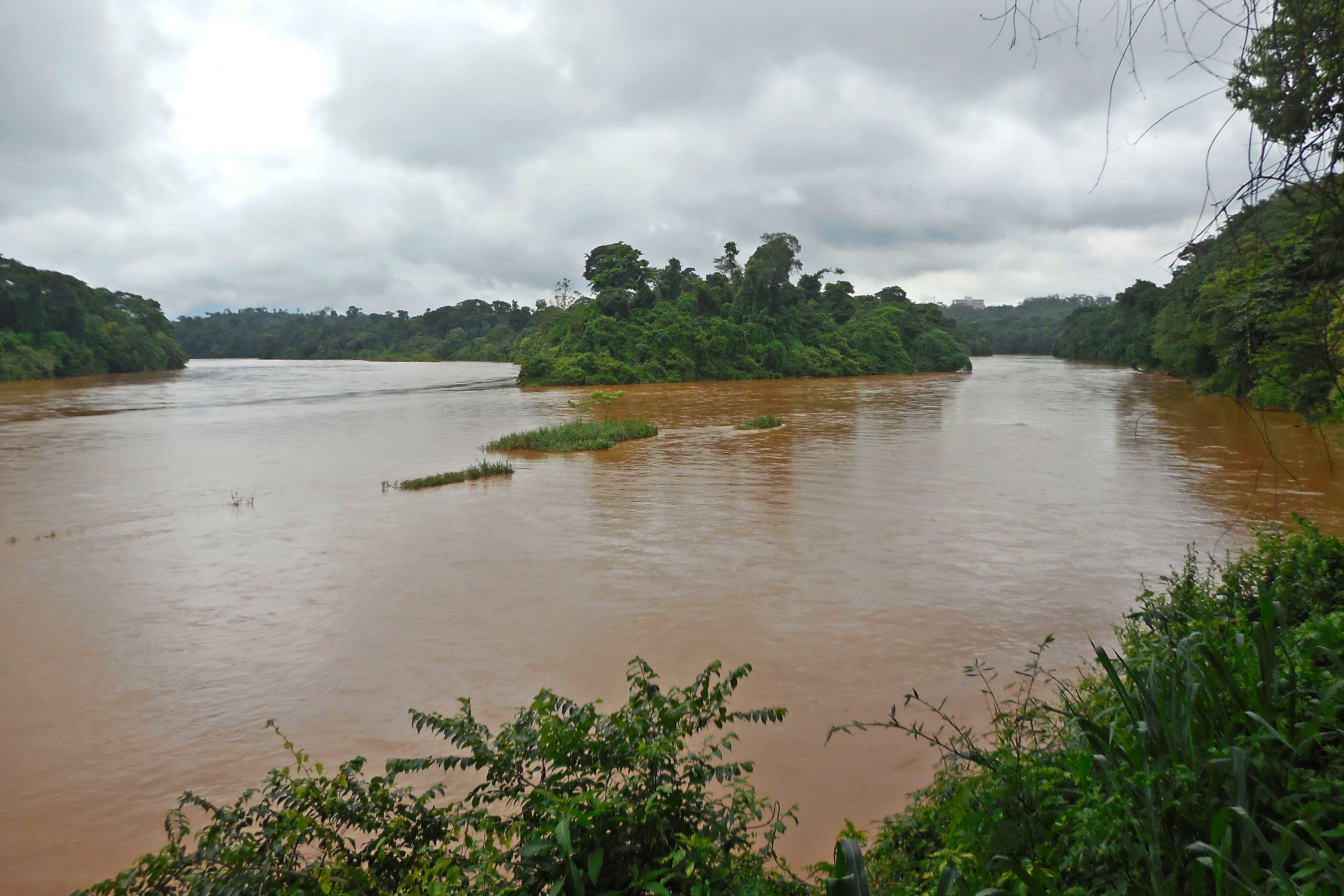
Foz do rio Piracicaba (à direita) no rio Doce (à esquerda) vista do mirante da Estação Pedra Mole, em Ipatinga.

Na bacia do rio Piracicaba podem ser encontradas duas unidades geológicas relevantes, sendo elas o Quadrilátero Ferrífero e o embasamento cristalino. O primeiro apresenta rochas de quatro formações, que são o complexo granito-gnaisse, supergrupo rio das velhas, supergrupo minas e grupo itacolomi. Já o segundo é integrado por rochas cristalinas de formação intrusiva, estando composto por rochas granito-gnaisse e magmáticas. O relevo é consideravelmente acidentado, com predomínio de serras e colinas, e por essa razão o curso do rio é marcado por grandes desníveis, que formam pequenas cachoeiras e corredeiras. No entanto, essas quedas são intercaladas por trechos de fundo arenoso, que geram correnteza calma.
A porção da nascente do manancial possui as maiores altitudes da bacia, atingindo os 2 068 m no pico do Sol, na serra do Caraça. Esta é tida como uma enclave da serra do Espinhaço em meio ao Quadrilátero Ferrífero devido às características semelhantes e se encontra a sudoeste da área de drenagem. A serra do Espinhaço, a noroeste da bacia, configura um divisor natural das bacias do Piracicaba e do São Francisco. A jusante, o rio intercede os planaltos dissecados do centro-sul e do leste de Minas Gerais, que ocupam a maior parte da área e apresentam um relevo ondulado, os chamados "mares de morros". O território da área de drenagem também possui vales explícitos, a exemplo do Vale do Aço.
Na bacia predominam solos das classes cambissolos, argissolos e latossolos, sendo que os cambissolos estão restritos às áreas das nascentes dos rios Piracicaba e Santa Bárbara, caracterizando-se como solos minerais, bem drenados e com restrição à exploração agrícola, aliada ao relevo acidentado. Já os argissolos se encontram a noroeste, também em área de relevo acidentado. Embora seja um tipo de solo propenso a pastagens e agricultura, é volátil à erosão quando exposto a chuvas intensas em relevos ondulados ou montanhosos e por isso seu uso na bacia é mais indicado à silvicultura. O latossolo, por sua vez, é profundo e bem drenado e ocupa a maior parte dos planaltos dissecados. Na região da foz do rio Piracicaba em específico o latossolo encontrado é do tipo "amarelo", uma variedade ácida e de baixa fertilidade. Dessas classes o argissolo é o mais sujeito à erosão e o latossolo o menos.

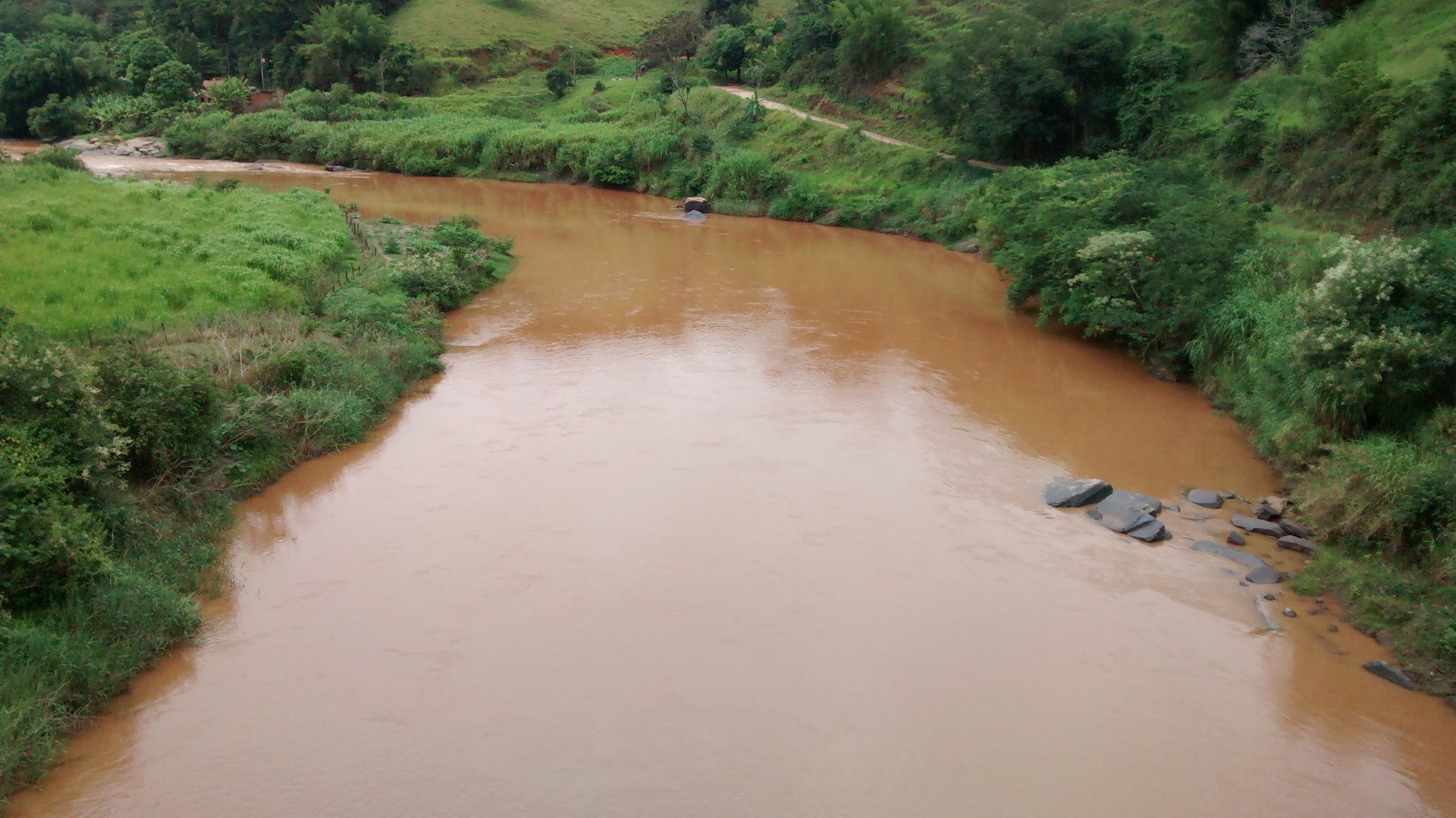
Rio Piracicaba em Nova Era

Cerca de 96% da área da bacia se encontra acima de aquíferos fissurados, dentre os quais 44% sobre aquíferos fissurados em rochas cristalinas, que são isolados um do outro e de pequena extensão. Seus poços possuem profundidade de 30 a 150 metros de profundidade. Outros 36% se situam acima de aquíferos fissurados xistosos, que também são descontínuos e pequenos, mas com aproveitamento ainda mais limitado por causa do xisto. Em 16% da área, por sua vez, localizam-se os sistemas aquíferos fissurados em quartzitos, que são favoráveis à extração de água para consumo. Os poços nessa classificação apresentam 60 a 250 metros de profundidade distribuídos em sistemas localizados, porém de maior extensão. Já nos 4% restantes da área total da bacia são encontrados os aquíferos granulares, de grande extensão e tidos como os mais propensos à exploração. Com poços que variam entre cinco e 20 metros, esse tipo é encontrado na Região Metropolitana do Vale do Aço, onde serve como principal fonte do abastecimento público.
A susceptibilidade à erosão é classificada como "forte" ou "muito forte" em 66% da área da bacia, característica que é mais acentuada nas nascentes da sub-bacia do rio Santa Bárbara e na cabeceira do próprio Piracicaba. A porção da nascente é onde ocorre a maior produção de sedimentos, com uma média de 100 a 200 toneladas por quilômetro quadrado ao ano (t/km²). A mineração industrializada na região da nascente contribui com a formação de sedimentos, favorecendo o assoreamento. Eventos de chuvas intensas e secas prolongadas intensificam naturalmente o processo erosivo. A jusante da confluência dos rios Piracicaba e Doce a geração de sedimentos é relativamente baixa, com cerca de 50 t/km² ao ano, porém a bacia do rio Piracicaba se trata de um dos maiores produtores de sedimentos da bacia do rio Doce.

### Uso do solo e biodiversidade

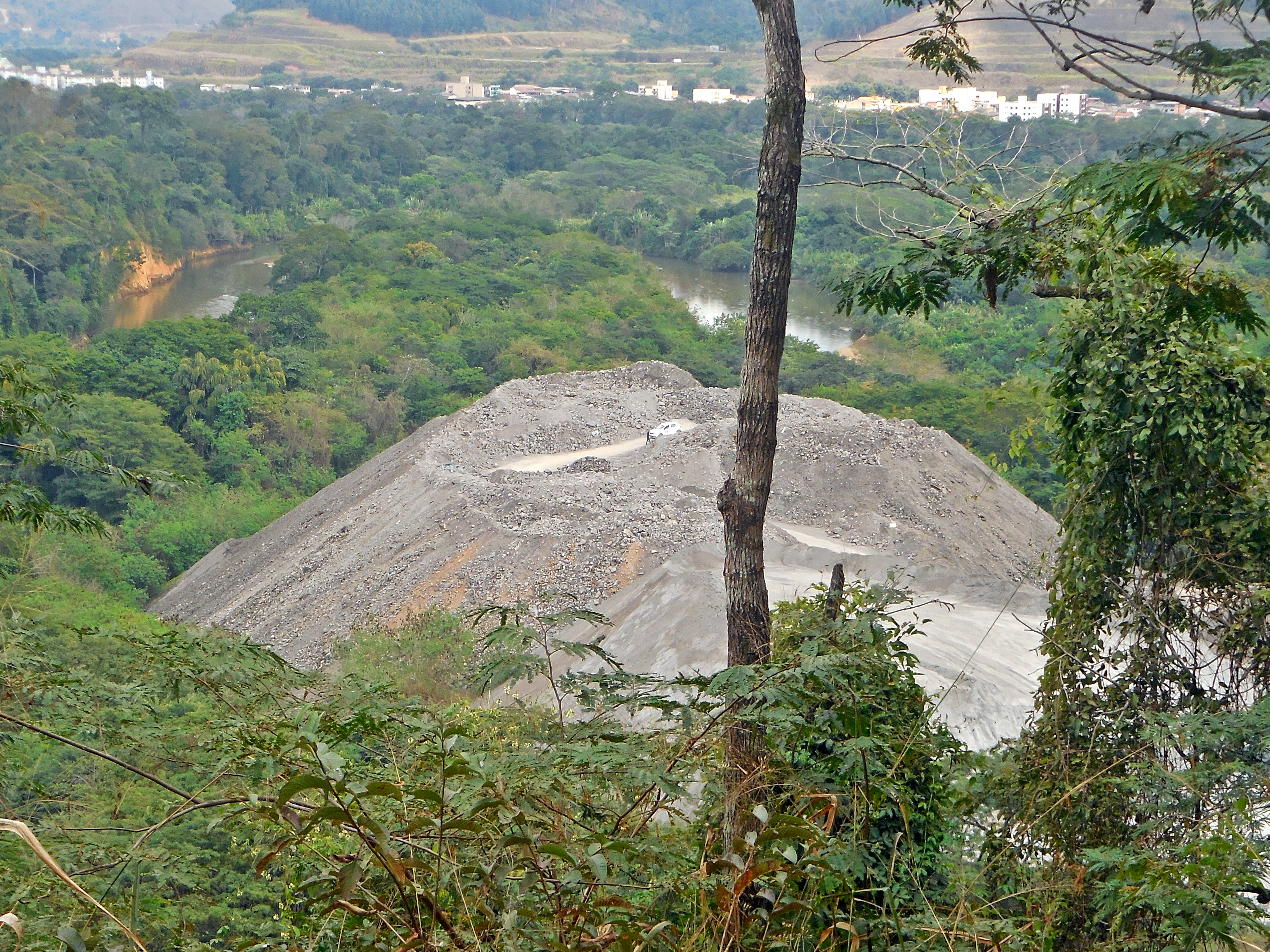
Depósito de escória de silício da Usiminas, em Ipatinga, com o rio Piracicaba em segundo plano.

O bioma original predominante na área da bacia é a Mata Atlântica, com pequena representação do Cerrado na extremidade oeste. Na serra do Espinhaço, em função da altitude, a vegetação se torna variável com a presença de campos de altitude e campos rupestres, em associação com o Cerrado. No entanto, a cobertura do solo sofreu considerável alteração devido às atividades econômicas exercidas na região, sobretudo na Região Metropolitana do Vale do Aço, que constitui um dos principais polos siderúrgicos do estado. Além disso, há de se destacar o uso do solo para a pecuária e reflorestamento com eucalipto, embora a maior parte da mata nativa tenha sido desmatada no decorrer do século XX, em função da agropecuária e da extração de madeira para a produção de carvão. Posteriormente essas áreas foram aproveitadas para o cultivo de eucalipto. Da área total da bacia, cerca de 48,88% são constituídos de pastagens, 35,7% de floresta estacional semidecidual, 7,56% de reflorestamento, 2,3% de lavouras e cidades, 0,36% de corpos d'água, 0,29% de savanas, 0,02% de floresta ombrófila densa e 4,89% de outros usos. Cabe ressaltar, entretanto, que o percentual de cobertura florestal natural está distribuído em pontos isolados de áreas não devastadas.
Segundo dados de 2011, a fauna íctica do rio Piracicaba é composta por cerca de 40 espécies, menos da metade do relatado na bacia do rio Doce, com 99. As transformações ambientais sofridas pela região da bacia ao longo de sua história foram a causa de uma significativa redução da disponibilidade de espécies. O piau-vermelho é um exemplo que podia ser encontrado até a década de 1930, enquanto que a pipitinga era mais popular até a década de 70, embora raros exemplares de ambas ainda possam ser eventualmente localizados. As corredeiras do rio, de forma natural, e as usinas hidrelétricas também são obstáculos que interferem no fluxo e na distribuição dos peixes. A redução da variedade levou à introdução de espécies forasteiras pela população local a partir do século XX, os chamados peixamentos. O primeiro deles foi a introdução do mandí-amarelo, trazido da bacia do rio Paraná em 1961. Esse processo em muitos casos foi feito sem controle, gerando conflitos com as espécies nativas, como competição entre peixes e predação. O monitoramento acontece em alguns locais frequentemente utilizados para pesca, como é feito no lago da UHE Guilman Amorim desde a década de 90. Além disso, a maioria das espécies utilizadas para pesca no rio são exóticas, com destaque às carpas, dourados e tilápias. Outros exemplos de espécies encontradas são o bagre, cará, cascudo, cumbaca, lambari, muçum, sarapó, traíra e trairão.

## Participação socioeconômica

### Demografia

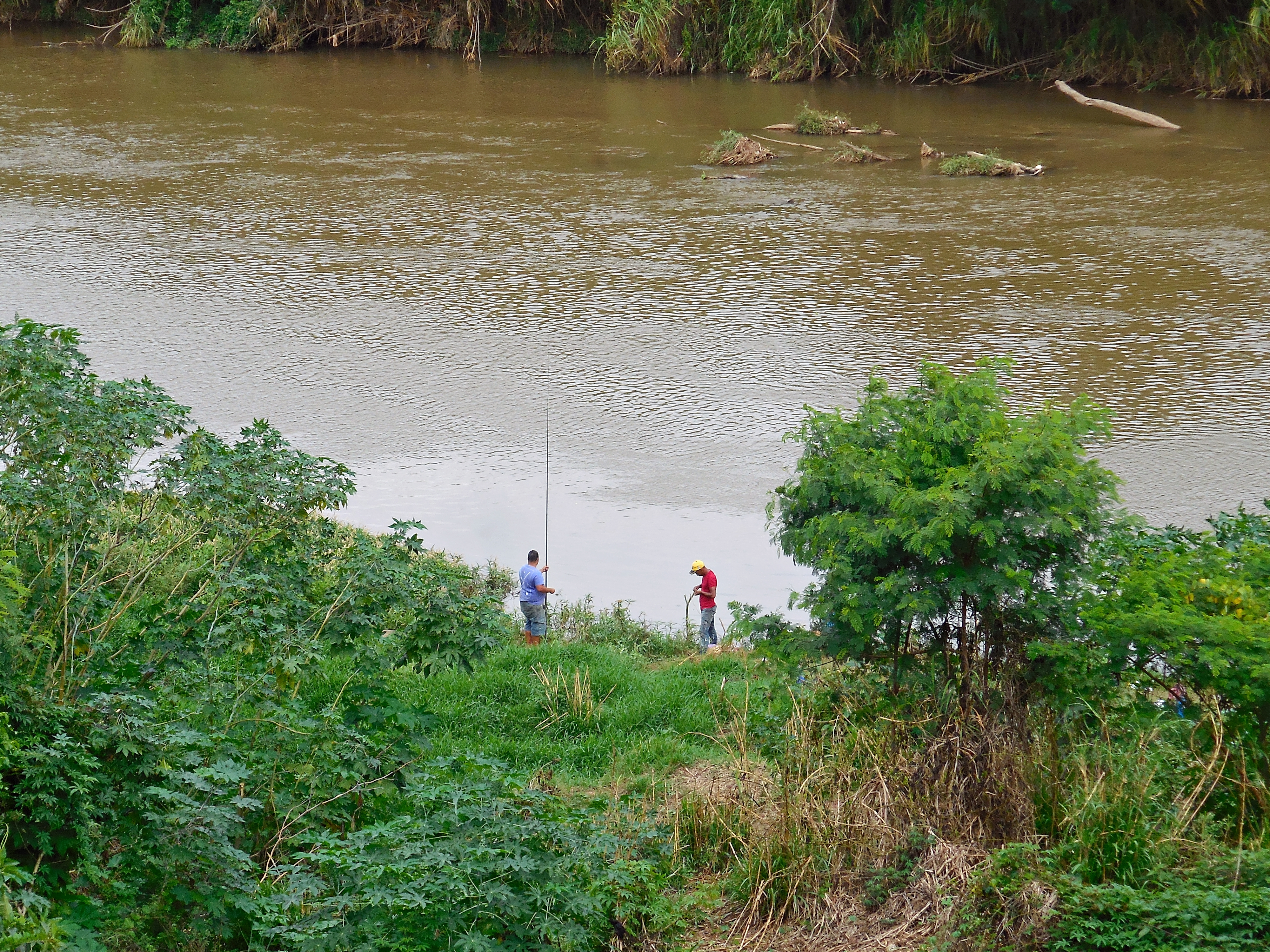
Pescadores na margem do rio Piracicaba em Coronel Fabriciano

A bacia do rio Piracicaba abrange total ou parcialmente 21 municípios, dos quais 17 têm sua sede inserida na área de drenagem. Deles o leito banha o perímetro urbano dos municípios de Rio Piracicaba, Bela Vista de Minas, Nova Era, Antônio Dias, Timóteo, Coronel Fabriciano e Ipatinga. A população da bacia é estimada em cerca de 800 mil habitantes, sendo que a maior parte reside em João Monlevade, Itabira ou na Região Metropolitana do Vale do Aço, que juntos totalizam aproximadamente 80% da população urbana. Do total de residentes da área de drenagem, 90% habita as zonas urbanas. A concentração em áreas urbanas está diretamente ligada ao êxodo rural gerado pelo processo de industrialização e desenvolvimento das principais cidades. As rodovias federais mais importantes que intercedem a região são a BR-120, BR-262 e BR-381, enquanto que as principais rodovias estaduais são a MG-123, MG-232, MG-326 e MG-434.
Cerca de 51% do total das águas extraídas diretamente do rio Piracicaba são destinadas ao uso industrial, 44% ao abastecimento humano, 3% à irrigação e 2% ao abastecimento animal. Segundo informações de 2010, o total explorado para suprir às demandas equivale a 5,02 metros cúbicos por segundo (m³/s), portanto abaixo do limite estipulado pela Organização das Nações Unidas (ONU), que é de 29,9 m³/s. O aproveitamento das águas subterrâneas em alternativa às captações superficiais ocorre na maioria dos municípios da bacia, sendo inclusive a principal fonte do abastecimento público da Região Metropolitana do Vale do Aço. No entanto, a demanda de consumo humano e industrial é significativamente crescente. Além disso, é considerável a retirada de água de afluentes de menor porte para o abastecimento humano onde a tendência é a demanda superar a disponibilidade hídrica, sobretudo na região das nascentes dos rios Piracicaba, Conceição e Santa Bárbara e em alguns trechos do rio da Prata.
A pesca ainda se faz presente no rio, porém a poluição e a diminuição do nível médio extinguiram a maioria das espécies de peixes com o passar do tempo. A atividade é exercida sobretudo pela população próxima e de forma amadora, mas segundo a "lei da pesca estadual", aprovada em 2002, o pescador deve possuir a "carteira de pescador", expedida pelo Instituto Estadual de Florestas (IEF), seja para pescar nas margens ou em embarcações. Toda embarcação utilizada também precisa estar registrada. Durante o período da piracema, que normalmente vai de 1º de novembro a 28 de fevereiro, restrições mais rígidas são aplicadas de modo a favorecer o deslocamento dos peixes até a cabeceira para se reproduzirem. Da jusante do córrego Limoeiro até a foz a atividade é proibida em qualquer época do ano. Além da pesca, as águas do manancial são utilizadas para o lazer por populações das margens, mas o excesso de poluentes é um risco à saúde e ocasionalmente acontecem afogamentos. Outra forma de uso é para o transporte informal em canoas entre localidades próximas, de forma a encurtar caminhos terrestres.
| 1 | Alvinópolis         |
| 2 | Antônio Dias        |
| 3 | Barão de Cocais     |
| 4 | Bela Vista de Minas |
| 5 | Bom Jesus do Amparo |
| 6 | Catas Altas         |
| 7 | Coronel Fabriciano  |

| 8  | Ipatinga       |
| 9  | Itabira        |
| 10 | Jaguaraçu      |
| 11 | João Monlevade |
| 12 | Mariana        |
| 13 | Marliéria      |
| 14 | Nova Era       |

| 15 | Ouro Preto                |
| 16 | Rio Piracicaba            |
| 17 | Santa Bárbara             |
| 18 | Santana do Paraíso        |
| 19 | São Domingos do Prata     |
| 20 | São Gonçalo do Rio Abaixo |
| 21 | Timóteo                   |

| 1 | Alvinópolis         |
| 2 | Antônio Dias        |
| 3 | Barão de Cocais     |
| 4 | Bela Vista de Minas |
| 5 | Bom Jesus do Amparo |
| 6 | Catas Altas         |
| 7 | Coronel Fabriciano  |

| 8  | Ipatinga       |
| 9  | Itabira        |
| 10 | Jaguaraçu      |
| 11 | João Monlevade |
| 12 | Mariana        |
| 13 | Marliéria      |
| 14 | Nova Era       |

| 15 | Ouro Preto                |
| 16 | Rio Piracicaba            |
| 17 | Santa Bárbara             |
| 18 | Santana do Paraíso        |
| 19 | São Domingos do Prata     |
| 20 | São Gonçalo do Rio Abaixo |
| 21 | Timóteo                   |

|  | Leito do rio Piracicaba |

|  | Limites municipais |

|  | Leito do rio Piracicaba |

|  | Limites municipais |

### Economia

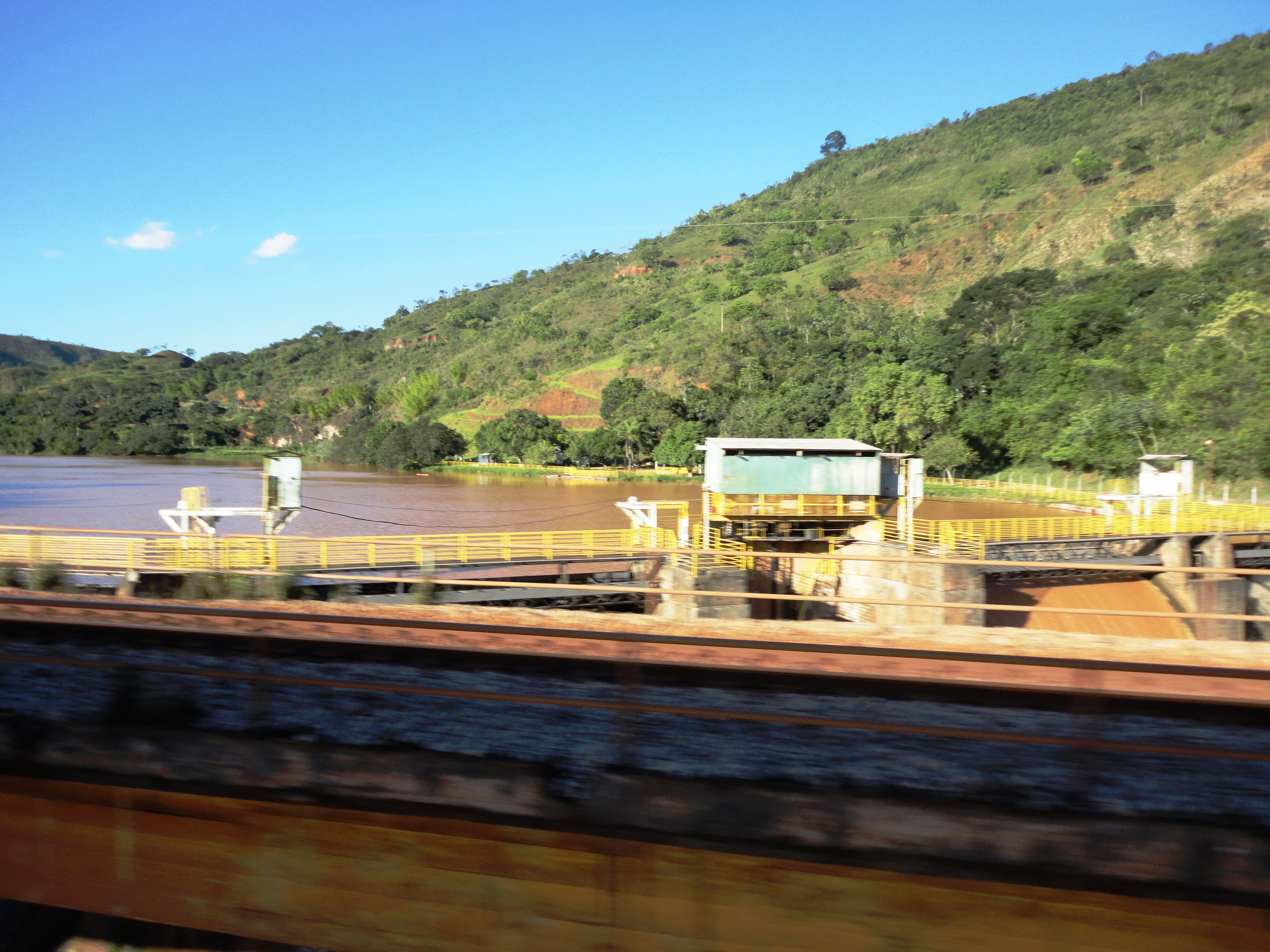
Rio Piracicaba na Usina Hidrelétrica de Guilman Amorim, em Antônio Dias.

Cerca de 53% do Produto Interno Bruto (PIB) dos municípios da área de abrangência do rio é originado do setor industrial, enquanto que 35% são adicionados pelo comércio e/ou prestação de serviços e 1% pela agropecuária. Os 11% restantes são oriundos de outras atividades. Em relação à agricultura os principais cultivos são de arroz, cana-de-açúcar, milho e, em menor expressividade, café, enquanto que na pecuária os principais são os bovinos e bubalinos. O rio Piracicaba corta uma região com presença marcante da atividade industrial, que foi a principal responsável pelo adensamento urbano das cidades mais populosas da bacia.
A mineração está presente desde o final do século XVII, com o início da exploração de ouro, dando início ao povoamento nas regiões de Mariana e Ouro Preto. A bacia abriga algumas das principais áreas de mineração do país, a exemplo das minas do Brucutu em São Gonçalo do Rio Abaixo, Gongo Soco em Barão de Cocais e Água Limpa em Rio Piracicaba e dos campos de extração de minério de ferro da Vale em Itabira e da Samarco em Mariana. Nesses núcleos mineradores são encontradas vastas extensões de minas a céu aberto. Existem concessões de lavra de bauxita, caulim, ferro, gemas, manganês, material de construção, ouro, rochas ornamentais, dentre outros minérios. Em alguns rios também há extração de areia para construção civil, com exemplos de outorga em João Monlevade (rio Santa Bárbara) e Timóteo (rio Piracicaba).
A área de drenagem também comporta um dos principais polos siderúrgicos de Minas Gerais, com destaque às usinas da ArcelorMittal Aços Longos (em João Monlevade), Aperam South America (em Timóteo) e Usiminas (em Ipatinga), que foram fundamentais para a expansão urbana ocorrida na segunda metade do século XX. Outro ramo da indústria que se faz presente é a produção de eucalipto destinado à produção de celulose, cultivado inclusive em alguns trechos da margem do rio Piracicaba, no lugar da mata ciliar. Além de constituir matéria prima e de gerar uma das principais fontes de renda, é o responsável por produzir uma significativa movimentação fundiária. A extração madeireira para a produção de carvão ainda pode ser encontrada, porém de 2000 a 2006 esse tipo de extrativismo recuou 75,38%, ao passo de que os cultivos de eucalipto para celulose cresceram 231,42% no mesmo período.
O rio Piracicaba possui um potencial hidrelétrico relevante que é aproveitado pelas indústrias da região através de usinas hidrelétricas (UHEs) e pequenas centrais hidrelétricas (PCHs), sendo os complexos mais importantes do leito a PCH Rio Piracicaba (em João Monlevade), UHE Sá Carvalho, UHE Guilman Amorim e PCH de Amorim (as demais em Antônio Dias). Hidrelétricas também são encontradas em outros cursos da bacia, a exemplo das PCHs Peti e São Gonçalo, no rio Santa Bárbara (em São Gonçalo do Rio Abaixo), e da PCH Cocais Grande, no ribeirão Cocais Grande (Antônio Dias). O lago da PCH Peti no rio Santa Bárbara é o maior da bacia, em uma área de 678 hectares que comporta 42,5 milhões de m³ de volume. Já a UHE Guilman Amorim, que fornece energia elétrica às usinas da ArcelorMittal Aços Longos em João Monlevade e Samarco em Mariana, é a principal em potência gerada. Apesar dos reservatórios serem relativamente pequenos e da influência limitada na vazão, em eventos de cheias as barragens podem evitar enchentes até que seja necessária a abertura de todas as comportas.

## Ecologia e meio ambiente

### Degradação

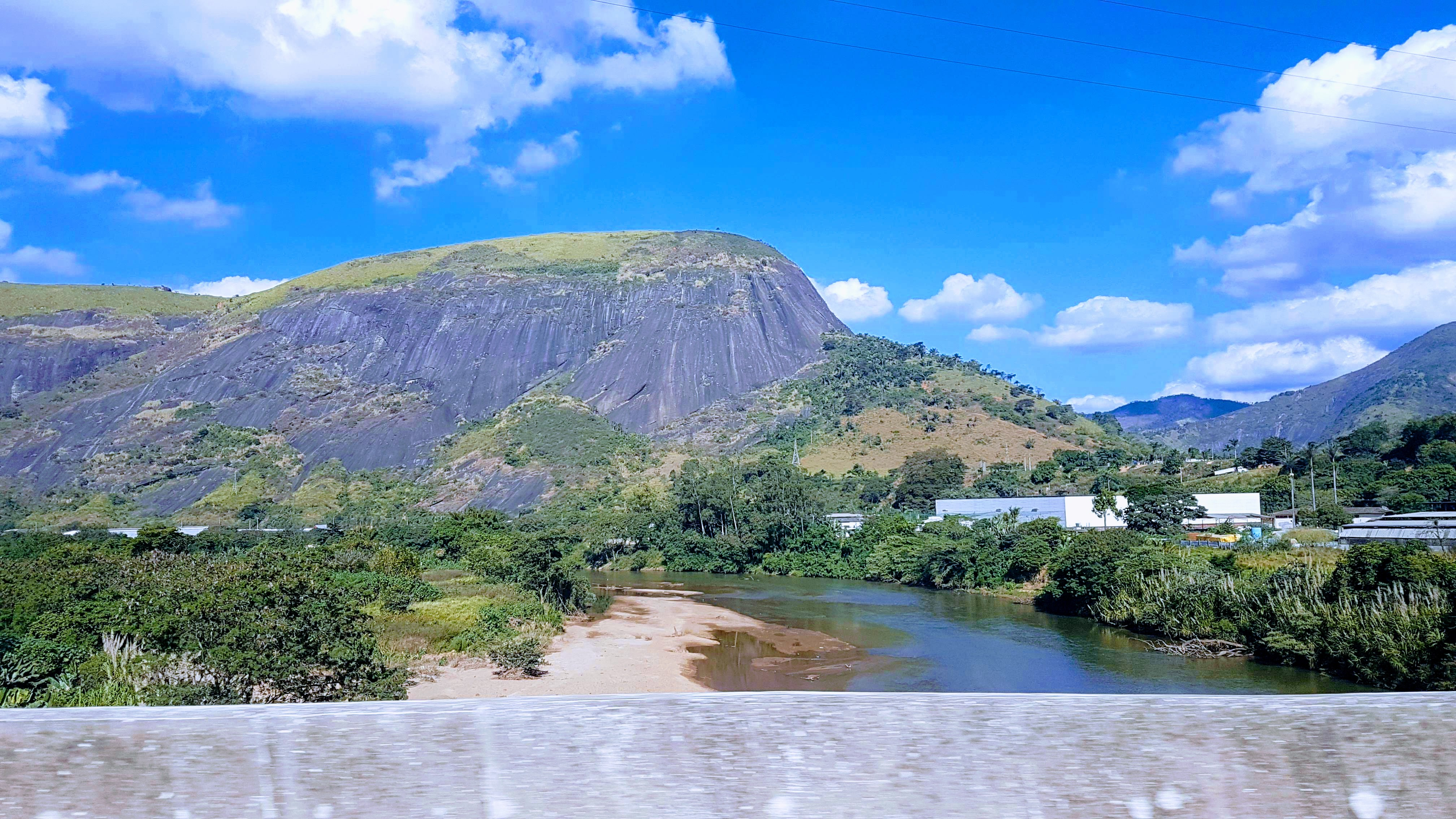
Assoreamento das margens do rio entre Antônio Dias e Timóteo, visto a partir de ponte da BR-381.

Ao mesmo tempo que a área coberta por mata nativa é dissolvida em pontos isolados não devastados, o rio e seus afluentes têm sido muito castigados pela poluição gerada por dejetos oriundos da atuação das indústrias locais, desmatamento desenfreado, mineração e proliferação da monocultura de eucalipto. A atividade mineradora, concentrada na região de sua nascente, provoca um forte processo de assoreamento em todo o seu curso. Cabe ressaltar que a 12 km de onde suas águas brotam na serra do Caraça se encontram instalações da Vale e da Samarco. Além disso, o leito recebe o esgoto despejado por diversas cidades em suas margens sem qualquer tipo de tratamento.
Após o rompimento de barragem no município de Brumadinho em 25 de janeiro de 2019, análises foram feitas em diversas barragens de Minas Gerais, constatando riscos de acidentes em algumas delas inclusive na bacia do rio Piracicaba. Os maiores impactos ao leito ocorreriam em caso de ruptura da Barragem Sul Superior da mina Gongo Soco, em Barão de Cocais, pertencente à Vale, que foi apontada com risco de se romper devido à instabilidade do talude norte de sua cava. O rompimento poderia gerar uma onda de lama que atingiria o rio Piracicaba através do rio Santa Bárbara e posteriormente o rio Doce, já afetado pelo rompimento de barragem em Mariana em 2015. A lama destruiria 383 hectares de Mata Atlântica nativa, provocaria infertilidade no solo dos locais atingidos e comprometeria o funcionamento de centrais hidrelétricas. Com isso, a barragem foi interditada, evacuações preventivas foram feitas nas áreas próximas e foi iniciado o seu descomissionamento. Até junho de 2019, essa e outras 32 barragens haviam sido interditadas no estado, inclusive em Ouro Preto, Mariana, Rio Piracicaba e Itabira.
As plantações de eucalipto em larga escala, por sua vez, acarretaram uma profunda mudança na paisagem natural, tendo em vista que se trata de vastas áreas ocupadas por uma mesma espécie de plantio. Isso reduziu o ecossistema florestal da região e ampliou o risco de ocorrências de pragas. Além disso, o uso de fertilizantes e agrotóxicos é necessário de forma a garantir sua produtividade. Após o plantio e o corte, existe o risco de ocorrer erosão em função do relevo acidentado e de escoamento de agrotóxicos até os cursos hídricos, favorecendo ainda o assoreamento. No que se refere aos aspectos socioeconômicos, o eucalipto passou a ocupar áreas antes utilizadas pela agropecuária local, enfraquecendo a produção e comercialização dos produtos locais. Comunidades rurais também começaram a depender quase que exclusivamente desses cultivos, alterando o contexto social e cultural local. Já o desmatamento intensifica o escoamento do solo, alterando as características da drenagem e diminuindo a capacidade do solo e dos aquíferos de reterem água.

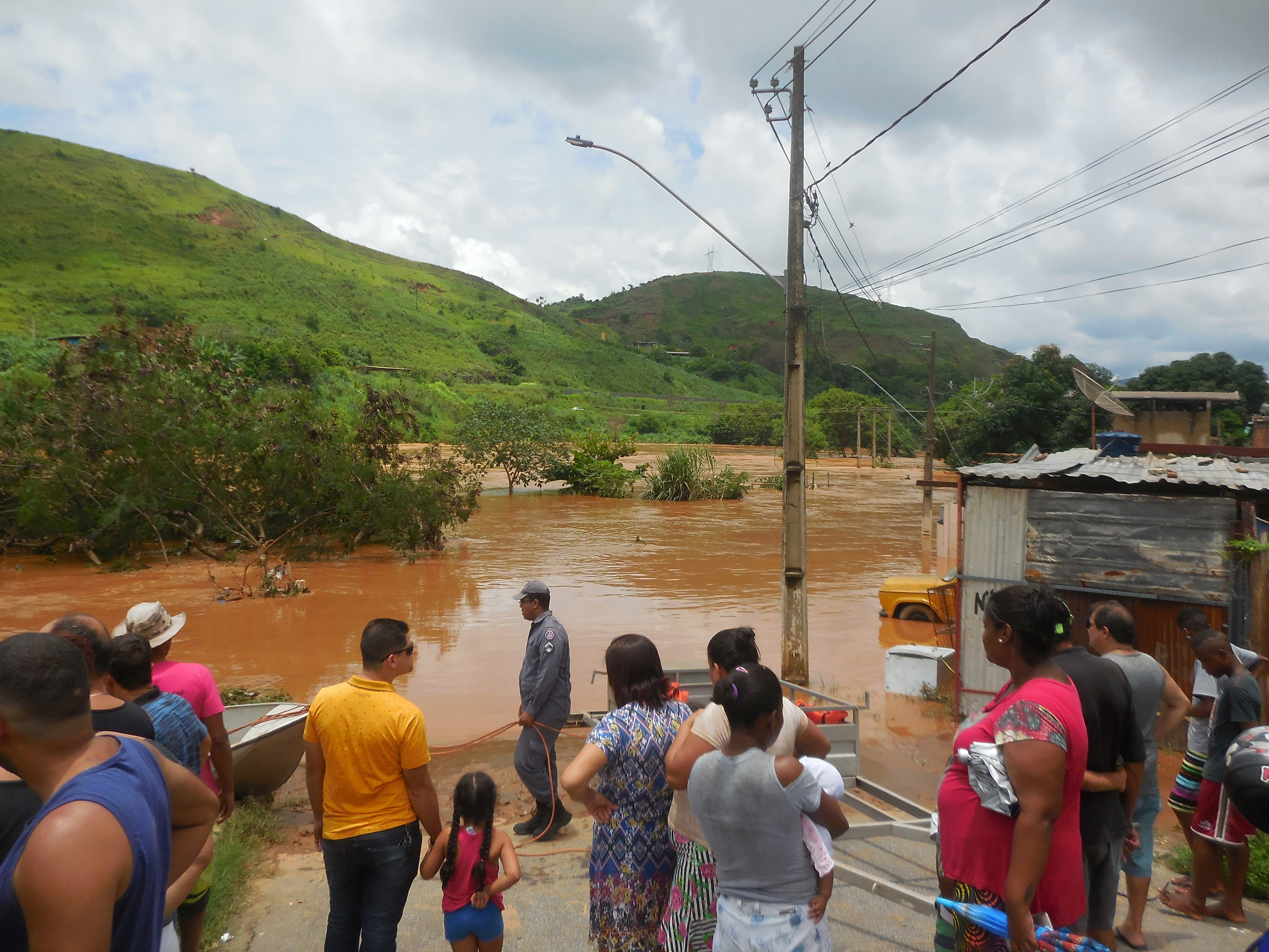
Enchente do rio Piracicaba em Coronel Fabriciano após chuvas intensas na bacia em janeiro de 2020

Uma análise feita a pedido do Estado de Minas, divulgada em abril de 2014, apontou que as águas do rio apresentavam 161% de coliformes fecais acima do aceitável pelo Conselho Nacional do Meio Ambiente (CONAMA), após deixar a região do Quadrilátero Ferrífero e antes de entrar em contato com qualquer núcleo urbano. Outra análise na mesma área, executada pelo Instituto Mineiro de Gestão de Águas (IGAM) em 2013, indicou uma concentração de sulfeto 1 400% acima do permitido, 112% a mais de manganês e 104% de sólidos. Já no município de Rio Piracicaba, a jusante de João Monlevade, a presença de coliformes termotolerantes estava em 9 208% acima do aceitável pelo CONAMA. Dessa forma, o rio Piracicaba se encontra em condições ameaçadoras tanto para peixes quanto para a vida humana, em caso de consumo direto de suas águas. Na Região Metropolitana do Vale do Aço a degradação é agravada ao receber esgoto sem tratamento das cidades de Coronel Fabriciano e Timóteo, antes de atingir sua foz entre Timóteo e Ipatinga.
O impacto ambiental sobre o rio Piracicaba se estende até o rio Doce, do qual é um dos afluentes mais degradados. Ademais, a poluição do manancial foi agravada pelo longo período de chuvas irregulares que a região enfrentou ao longo da década de 2010, levando a uma considerável diminuição em seu nível médio e à extinção de diversas nascentes da bacia. A baixa vazão, aliada ao assoreamento, contribuiu com a proliferação de bancos de areia. Durante esse evento de seca o rio apresentou a menor vazão desde quando começaram a ser feitas medições, na década de 1930. O Comitê da Bacia Hidrográfica do Rio Piracicaba previu em 2015 que se essas condições prevalecerem o curso pode secar até 2030. Por outro lado, eventos ocasionais de chuvas intensas elevam rapidamente o nível do leito e ameaçam zonas povoadas que se estabeleceram em áreas de risco.

### Tratamento e conservação

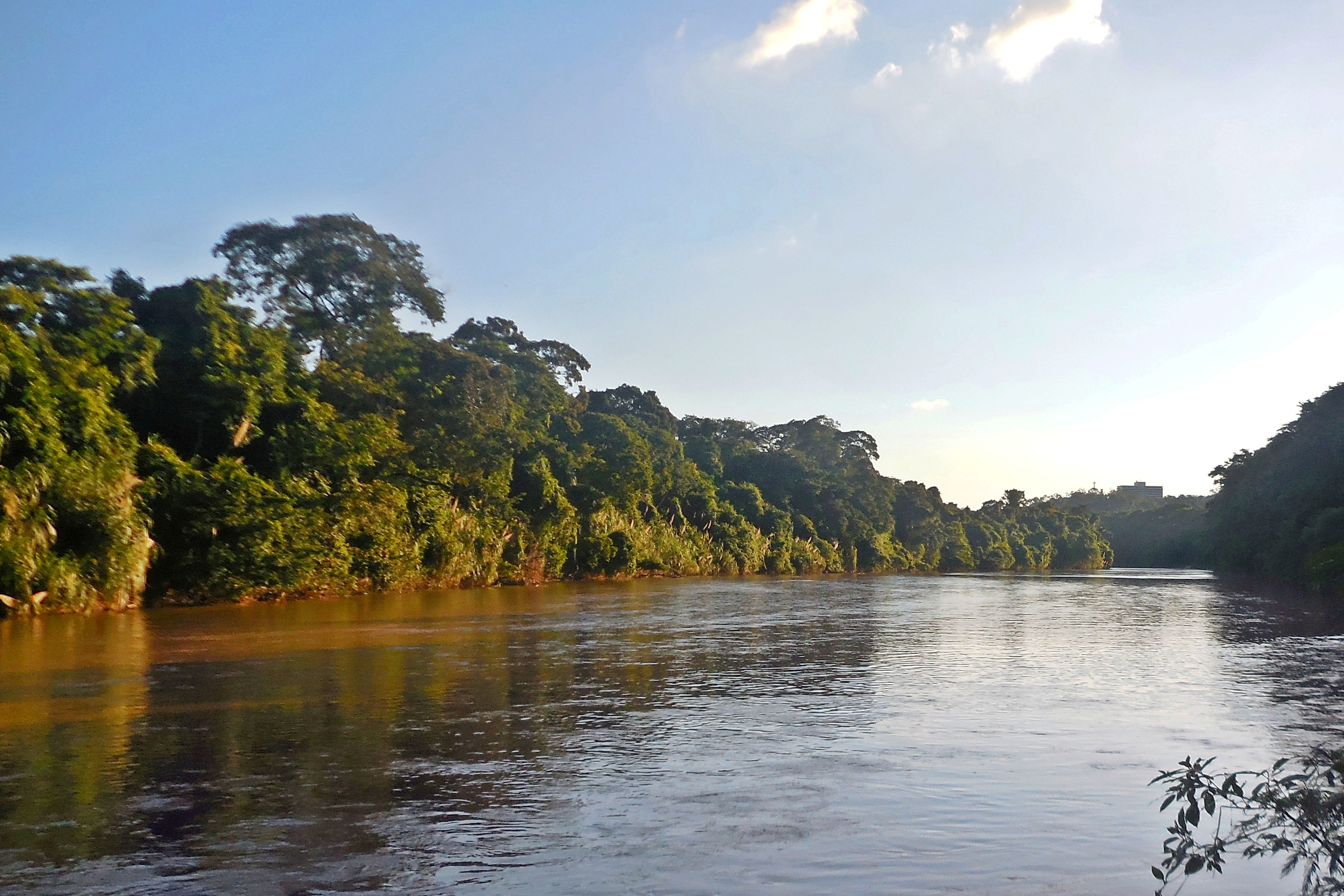
Rio Piracicaba entre Timóteo e Ipatinga, nas proximidades de sua foz, em direção oposta.

Segundo a Vale, a empresa mantém a área da nascente preservada e trata toda a água antes de ser despejada no manancial, da mesma forma que a Samarco alega executar. No entanto, a Samarco paralisou suas atividades no local em função do rompimento de barragem em Mariana em 2015. A ArcelorMittal Aços Longos, em João Monlevade, também afirma tratar ou reaproveitar toda a água de sua planta. A água utilizada pela Aperam South America e pela Usiminas, localizadas nos municípios de Timóteo e Ipatinga, respectivamente, é extraída e tratada do rio pelas próprias empresas, enquanto que o efluente é reaproveitado ou liberado no mesmo curso após passar por estações de tratamento. A Cenibra, uma das principais produtoras de eucalipto da região para produção de celulose em sua fábrica, alega realizar regularmente um planejamento técnico, econômico, ambiental e social de forma a diagnosticar e propor medidas de mitigação dos impactos ambientais gerados. A empresa ainda afirma fornecer infraestrutura e moradia que antes não existiam às áreas onde atua, além de realizar programas de apoio e discussões com as comunidades.
Segundo dados relativos a 2010, 84,6% do esgoto produzido pelos municípios da bacia é coletado, mas somente 19,4% é tratado. Os municípios de Catas Altas, Ipatinga e Itabira eram os únicos a tratarem 100% do efluente. Além disso, 79,9% dos resíduos sólidos tinham a destinação adequada. Em abril de 2019 entrou em operação a estação de tratamento de esgoto (ETE) Cruzeiro Celeste, em João Monlevade, com a intenção de tratar 20% do efluente urbano gerado na cidade, porém uma segunda ETE (Carneirinhos) estava em construção, com a previsão de tratar 80% das águas residuais do município. No mesmo ano foi autorizada a operação de uma estação de tratamento de esgoto no bairro Limoeiro, em Timóteo, com a intenção inicial de atender a 165 mil habitantes da cidade e da vizinha Coronel Fabriciano. A bacia também conta com diversas estações de monitoramento da qualidade das águas, administradas pelo IGAM, com análises regulares de parâmetros físico-químicos e biológicos.

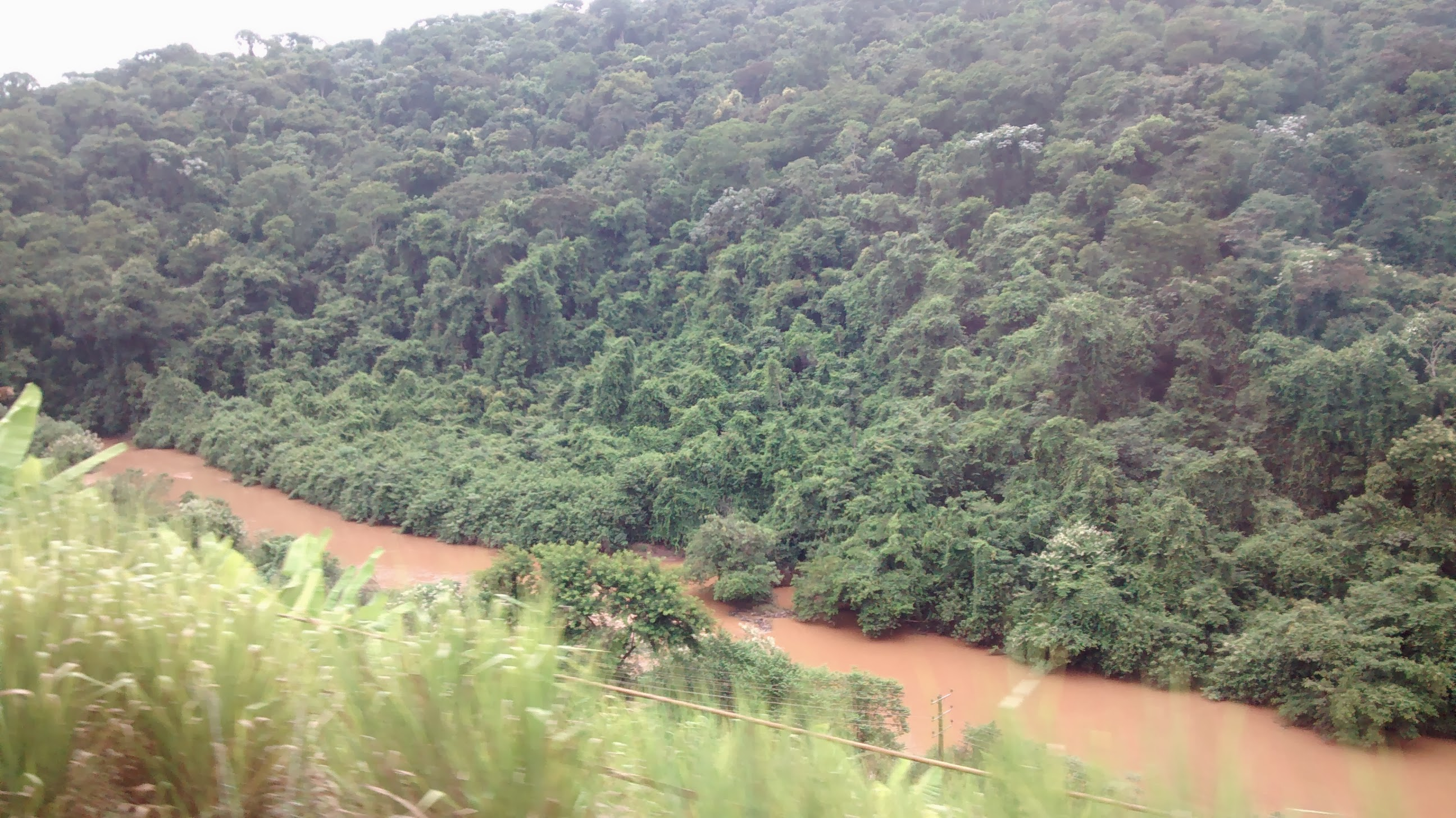
Mata ciliar em João Monlevade

Existem matas ciliares e áreas de preservação em alguns trechos das margens do manancial, porém de forma escassa. Sua nascente está situada na serra do Caraça, considerada como reserva particular do patrimônio natural (RPPN). Outras áreas protegidas da bacia são a Estação Ambiental de Peti e o Parque Nacional da Serra do Gandarela. Ao mesmo tempo, há no decorrer do curso áreas de proteção ambiental (APAs) que são apenas demarcadas, sem existirem instrumentos de gestão. Em sua foz, o leito encontra o rio Doce em um dos limites do Parque Estadual do Rio Doce. Na década de 1990, a Usiminas realizou a recuperação de 22 km das margens dos rios Piracicaba e Doce, implantando mata ciliar entre o bairro Mangueiras, em Coronel Fabriciano, e Santana do Paraíso, em área que faz limite com a zona urbana.
O Comitê da Bacia Hidrográfica (CBH) do Rio Piracicaba, criado perante a política estadual de recursos hídricos a partir do desmembramento do comitê do rio Doce, constitui o órgão normativo e deliberativo responsável pela gestão de recursos hídricos da bacia através da intermediação entre os atores da sociedade. Encontra-se subordinado ao governo estadual e está composto por membros do poder público estadual, poderes públicos municipais, empresas e sociedade civil. Dentre suas ações, estão campanhas de conscientização, seminários, acompanhamento de problemas ambientais e realização de estudos. Por vezes essa atividades também são realizadas por órgãos públicos, empresas, ONGs e lideranças sociais e ambientais em prol da conservação do rio. Em 2019, por exemplo, a chamada "Expedição Piracicaba - Pela Vida do Rio", promovida por pesquisadores, CBH e apoiadores, percorreu todo o leito para análise da qualidade da água, uso e ocupação do solo, sedimentos e fontes poluidoras, realizando ainda campanhas de conscientização socioambiental e cultural nos municípios visitados. Vale ressaltar ainda atividades de pesquisa a respeito das condições do rio produzidas por instituições de ensino e universidades da região.

## Cultura popular

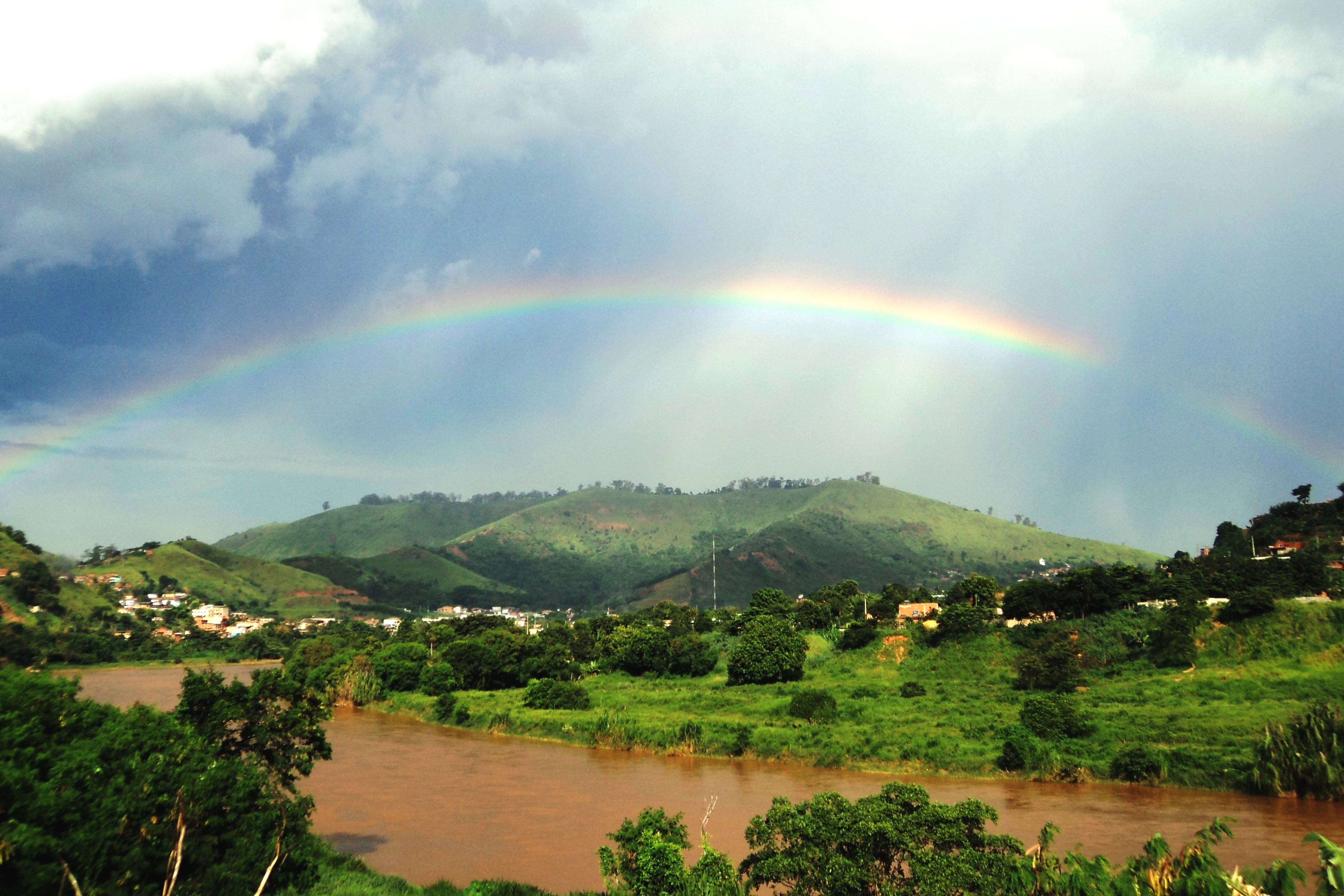
Arco-íris sobre o rio Piracicaba visto do Centro de Coronel Fabriciano

Embora degradado, o rio Piracicaba ainda é incorporado ao cotidiano de moradores ao redor do curso, seja por meio de seu uso direto ou unicamente por sua existência física. O curso está diretamente ligado à história das cidades que se desenvolveram em suas margens, sendo referenciado inclusive com a denominação do município de Rio Piracicaba. Esta, por sua vez, foi herdada de seu antigo nome, São Miguel do Rio Piracicaba, datado do século XVIII. Aliado ao contexto histórico, o manancial se agrega a diversas paisagens que contêm significados individuais e coletivos para os moradores próximos, instigando memórias e lembranças. Também marca a denominação da região conhecida como "Médio Piracicaba", ou ainda "microrregião do Médio Piracicaba", que integra um total de 17 municípios que contam com origens históricas, contexto sociocultural e aspectos geográficos em comum, além de possuírem bens e manifestações culturais diversificados.
Um dos municípios do Médio Piracicaba é São Gonçalo do Rio Abaixo, onde o grupo Lavadeiras da Prainha, considerado como patrimônio imaterial do município, reúne dezenas de senhoras que dependeram das águas da região para diversas atividades cotidianas, como lavar roupas e vasilhas, ao mesmo tempo que cantigas eram entoadas. O rio mais utilizado nessa cidade era o Santa Bárbara, um dos principais afluentes do rio Piracicaba, mas as lavadeiras podiam ser encontradas em trechos do Piracicaba também. A pesca, ainda que em declínio por conta da poluição e da redução da disponibilidade de peixes, é outra atividade que possui simbolismo para os habitantes próximos. Além disso, a presença do rio, associada ao relevo ondulado, propicia a geração de paisagens físicas atrativas. Todo esse cenário por vezes é exaltado em manifestações culturais locais, como em pinturas, música, teatro ou publicações da mídia.
O rio Piracicaba é barrado, invadido, explorado, sugado, poluído, assoreado, minerado, garimpado, desviado, alterado, cercado, agredido, despejado, envenenado, pisado, pescado, bebido, pesquisado, usado e ninguém diz obrigado!!!— Mário Carvalho Neto, historiador de Coronel Fabriciano, em Revista Caminhos Gerais (2002)

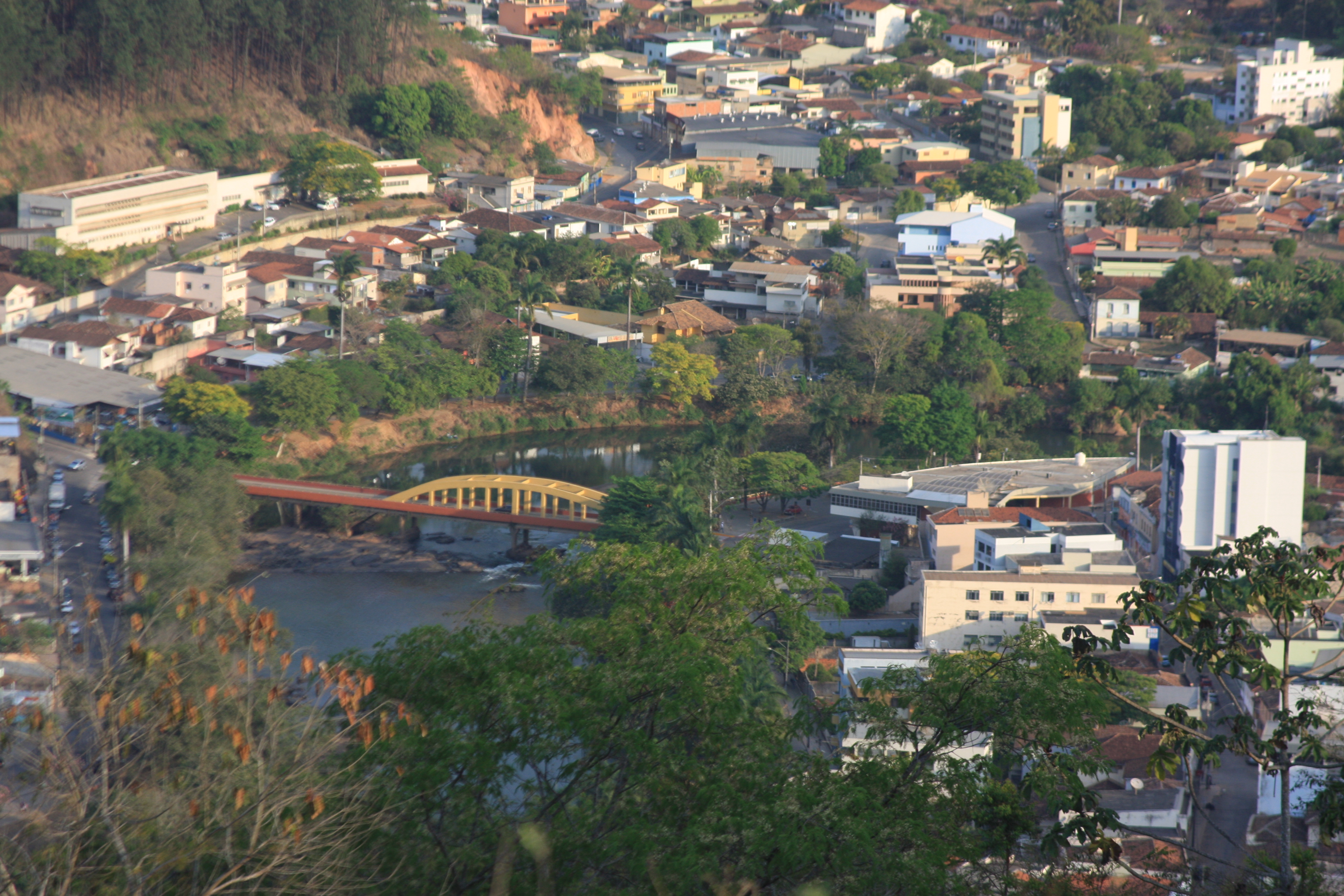
Vista de Nova Era com a Ponte Benedito Valadares, datada de 1934, em destaque sobre o rio Piracicaba.

Em Nova Era, a Ponte Benedito Valadares, sobre o rio Piracicaba no trecho que corta a cidade, foi inaugurada sob a presença do então presidente Getúlio Vargas e governador de Minas Gerais Benedito Valadares em 13 de maio de 1934, sendo tombada como patrimônio cultural municipal desde 2016. Durante um evento de cheia do leito em 2011, uma canoa de madeira medindo 12,8 m de comprimento, 80 cm de altura e 90 cm de largura foi encontrada na margem do rio em Coronel Fabriciano por moradores próximos. O artefato foi adquirido pela administração municipal, que o integrou ao acervo do Museu José Avelino Barbosa em referência aos canoeiros que se instalaram na cidade desde antes do surgimento de seu núcleo urbano. Em 2019, foi iniciada a restauração das ruínas da Estação Pedra Mole, em Ipatinga. Essa foi a primeira estação ferroviária da EFVM no Vale do Aço, datada de 1922, porém foi desativada menos de cinco anos depois por conta da instabilidade do solo no local, que levou ao deslocamento desse trecho da ferrovia. Situada próxima à foz do rio Piracicaba, permaneceu em estado de abandono em meio à mata fechada desde então, entretanto a restauração da estação, em 2019, incluiu a construção de um deck para visualizar o encontro dos rios Piracicaba e Doce.